# کریس شایس
کریستوفر هانتر شایس (زاده ۱۸ اکتبر ۱۹۴۵) یک سیاستمدار آمریکایی است. او قبلاً در مجلس نمایندگان ایالات متحده به عنوان نماینده ناحیه چهارم کانکتیکات خدمت می‌کرد. او یکی از اعضای حزب جمهوری‌خواه است.
شایس تنها نماینده جمهوری‌خواه کنگره از نیوانگلند بود که در انتخابات میان دوره ای ۲۰۰۶ به عضویت ۱۱۰ کنگره ایالات متحده انتخاب شد. شکست او در برابر جیم هیمز در انتخابات سال ۲۰۰۸ باعث شد که نمایندگان مجلس نمایندگان نیوانگلند در کنگره ۱۱۱ کاملاً دموکرات شوند. او ارشدترین نماینده مجلس نمایندگان بود که در انتخابات ۲۰۰۸ شکست خورد.